# Buzura illucescens
Buzura illucescens là một loài bướm đêm trong họ Geometridae.